# Penicillium anatolicum
Penicillium anatolicum är en svampart som beskrevs av Stolk 1968. Penicillium anatolicum ingår i släktet Penicillium och familjen Trichocomaceae.   Inga underarter finns listade i Catalogue of Life.